# Église Santi Filippo e Giacomo al vico dei Parrettari
L'église Santi Filippo e Giacomo al vico dei Parrettari est une église désaffectée du centre historique de Naples donnant dans le vico dei Parrettari, à peu de distance de l'église Santa Maria delle Mosche. Elle est dédiée à saint Philippe et à saint Jacques.

## Histoire et description
L'église est bâtie à l'époque de la Renaissance par la corporation des artisans de la soie qui font construire plus tard en 1593 une autre église, l'église Santi Filippo e Giacomo de la via San Biagio dei Librai, ce qui entraîne la décadence de la première église.
Ensuite, l'église est gérée par une congrégation laïque dédiée à Sainte Marie des Anges qui embellit et agrandit l'église.
L'église a été déconsacrée pour devenir un local public. Elle contenait autrefois des tableaux du XVIe siècle au XVIIIe siècle. 

## Source de la traduction
- (it) Cet article est partiellement ou en totalité issu de l’article de Wikipédia en italien intitulé « Chiesa dei Santi Filippo e Giacomo al vico dei Parrettari » (voir la liste des auteurs).